# Čača vas
Čača vas este o localitate din comuna Rogaška Slatina, Slovenia, cu o populație de 169 de locuitori.